# 极乐江站
极乐江站（：／ Geungnakgang yeok */?）是光州線沿線的一座鐵路車站，位于韓國光州廣域市光山区新佳洞，有無窮花號及通勤列車停靠。

## 車站建築
站體為1面2線的島式月台。

### 月台配置
| ↑ 光州松汀／↑ 長城 |
| 上下 \|            |
| 光州 ↓             |

| 月台 | 路線   | 目的地      |
| ---- | ------ | ----------- |
| 上行 | 光州線 | 往 龍山方向 |
| 下行 | 光州線 | 往 光州方向 |

## 历史
- 1922年7月1日 - 落成使用。
- 1959年1月1日 - 新站舍建成。

## 相鄰車站
韓國鐵道公社
光州線
光州線分歧點－極樂江－光州